# Igorrr
Готьє Серр (фр. Gautier Serre; нар. 5 червня 1984) — французький музикант, більш відомий під сценічним ім'ям Igorrr. Igorrr об'єднує різноманітні жанри, включаючи блек-метал, музику епохи бароко, брейккор і тріп-хоп, в єдине звучання. Серр також є учасником груп Whourkr і Corpo-Mente. Крім того, у проєкті Igorrr беруть участь вокалісти Афродіта Патуліду та ДжейБі Ле Бейл, а також барабанщик Сильвен Був'є та гітариста Мартін Клемент, що робить Igorrr повноцінним гуртом.

## Історія

### Сольна робота (2005—2016)
Серр грає на фортепіано, барабанах та гітарі і в основному використовує програму Steinberg Cubase для запису музики. Він назвав свою групу на честь домашньої піщанки на ім'я Ігорр, яка була у нього в дитинстві, додавши додаткову літеру «r», щоб «ускладнити її вимову». Серр стверджує, що має синестезію. У його випадку він сприймає музику як кольори. В інтерв'ю 2011 року він розповів про походження свого сольного проекту:
|  | «Це було приблизно в 2004–2005 роках, коли у мене було кілька груп. Щоразу, коли у мене виникала ідея чи композиція, мені доводилося радитися з іншими людьми, щоб знати, чи вона гарна, чи ні тощо... і мене це трохи дратувало. Я хотів мати щось для себе, де я був би єдиною людиною, що приймає таке рішення. Я шукав певний стиль музики, але я не міг знайти те, що хотів, тому що його не існувало. Мета полягала в тому, щоб я мав компакт-диск, вставив його в плеєр і почув саме те, що я хотів почути. |

Igorrr самостійно випустив демо-альбом Poisson Soluble (2006) і Moisissure (2008, Acroplane Recordings), який привернув увагу лейбла Ad Noiseam. Його дебютний повноформатний альбом Nostril був випущений у 2010 році разом із супутнім EP Baroquecore. Обидві демо-записи були перевидані в 2011 році. Другий альбом Igorrr «Hallelujah» вийшов у 2012 році. В записі альбому брали участь гітарист Mayhem Телох та класична співачка Лора Ле Пруненек. Курка Ігорра Патрік, яку він тримає як домашнього улюбленця, здобула популярність завдяки «грі» на фортепіано (Серр сипав корм для курей на відповідні клавіші, які курка клювала). Серр отримав нагороду від GoPro за своє зняте на камеру GoPro відео, на якому грає Патрік.

### Утворення повного гурту (2017— дотепер)

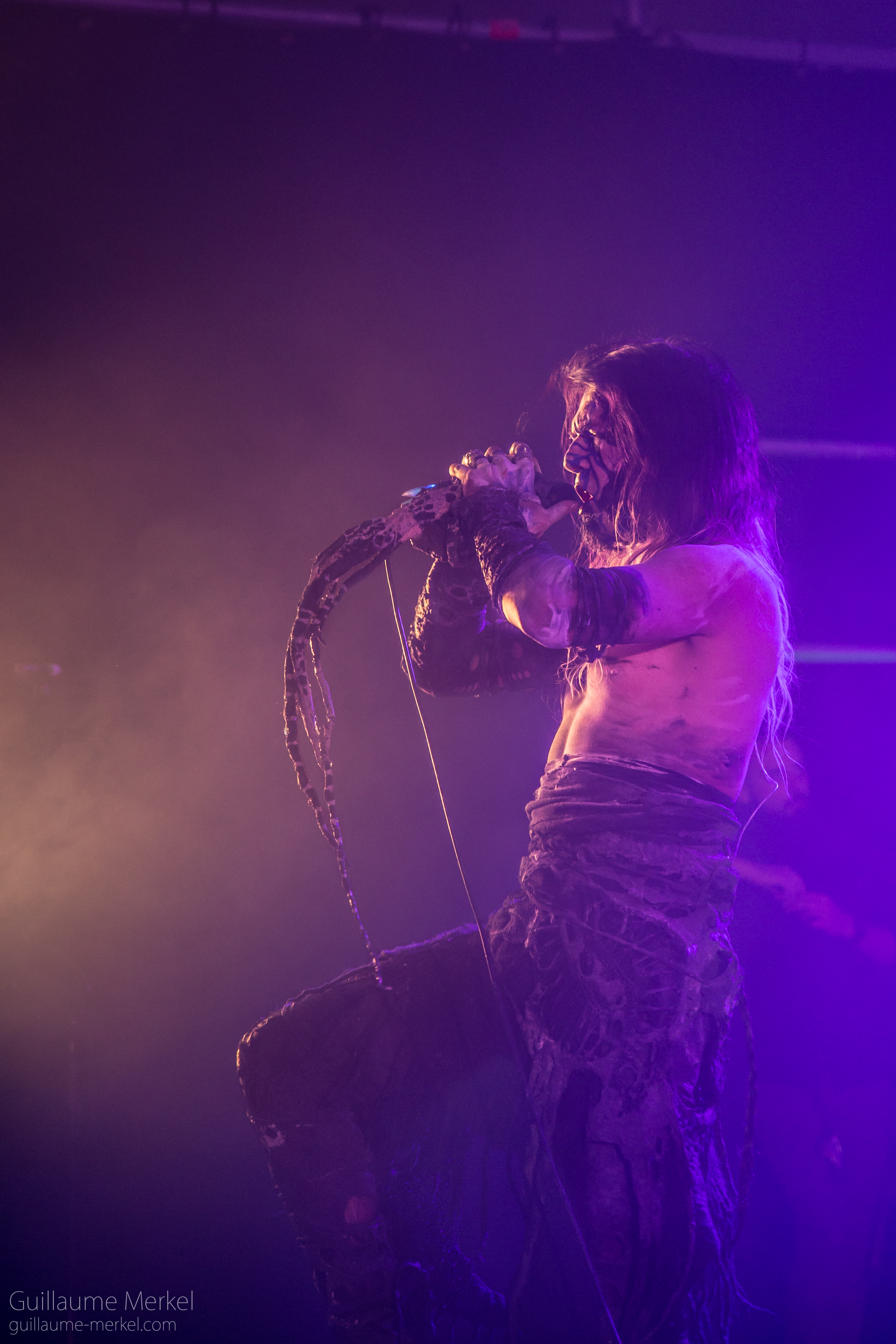
Вокаліст Лоран Лунуар у 2017 році

У лютому 2017 року Igorrr підписав контракт з лейблом Metal Blade Records. Його третій альбом Savage Sinusoid вийшов 16 червня 2017 року. Альбом записувався протягом п'яти років колективом музикантів. Альбому передував сингл «ieuD». На відміну від попередніх альбомів Igorrr, він не містив жодних семплів. У створенні альбому брали участь учасники гуртів Cattle Decapitation і Secret Chiefs 3. Альбом отримав позитивну оцінку критиків, Metal Injection нагородив його нагородою «The Bat Shit Crazy Album Of The Year Award» та ідеальним балом 10/10, тоді як AllMusic поставив альбому 4 зірки з 5. Metal Hammer також поставив альбому 4 зірки з 5. Альбом посів 173 місце Бельгійському чарті Ultratop Flanders.
Igorrr вперше здійснив турне по Північній Америці у 2018 році. У червні 2018 року Igorrr грали на розігріві гурту Ministry під час їхнього Північноамериканського туру 2018 року. На живих концертах виступають барабанщик Сильвен Був'є і вокалісти Лора Ле Пруненек і Лоран Лунуар, а також Серр, який займається вокалом і програмуванням. У 2021 року замість Пруненек та Лунуара до групи доєдналися Афродіта Патуліду та ДжейБі Ле Бейл.
Igorrr також виступав на кількох інших фестивалях, включаючи фестиваль Heavy Montréal, Dour Festival (тричі, у 2014, 2015 та 2017 роках), Roadburn Festival, Europavox, джазовий фестиваль у Монтре, Metaldays, Durbuy Rock Festival, Motocultor Festival, Download Festival, Brutal Assault, Hellfest Open Air, FortaRock, і Copenhell та інші. Igorrr також демонстрував короткометражний фільм на кінофестивалі в Орландо. Гурт також виступав на рок-фестивалі, організованому оперною трупою Opéra National du Rhin у 2017 році.

## Стиль і впливи
У звучанні Igorrr поєднуються брейкбіти, рифи з важкого металу, різкі зміни темпу та оперний спів разом з скримінґом та ґроулінґом, створюючи те, що AllMusic описує як «інтенсивний, тривожний і беззаперечно відмінний досвід». Музичними джерела впливу на проект є блек-метал, дэт-метал, індастріал, прогресив-метал, класична музика (особливо епохи бароко), балканська музика, брейккор і тріп-хоп. Подібне звучання почали називати «барококор», а також його приписують до мистецької течії дадаїзму.
В інтерв'ю 2017 року Серр розповів про походження Igorrr: «Це почалося, коли я був підлітком і шукав групу чи виконавця, який зруйнував би усі межі музики, групу, здатну зробити те, чого не могли зробити всі нудні мейнстрім-групи». У список тих, хто вплинув на його музику на початку його кар'єри Серр включає класичних композиторів Фредеріка Шопена, Йоганна Себастьяна Баха, Жана-Філіппа Рамо та Доменіко Скарлатті поряд із сучасними виконавцями Taraf de Haïdouks, Cannibal Corpse, Meshuggah, Aphex Twin, Portishead, Mr. Bungle (а також інші проєкти Майка Паттона).

## Співпраця

### З іншими музикантами
Серр був частиною гурту Whourkr з 2005 до 2013, коли група розділилася декілька окремих проєктів.
Igorrr випустив мініальбом Maigre, створений у співпраці з французьким виконавцем Ruby My Dear.
Починаючи з 2015 року, Серр є частиною Corpo-Mente, де він працює з вокалісткою Лор Ле Пруненек. Їхній перший однойменний альбом був на лейблі Blood Music і записаний у Improve Tone Studio в Лезу, Франція.
Готьє також співпрацював з іншим виконавцем брейккору Бонг-Ра та The Algorithm над альбомом Brute Force.
Серр зробив ремікси на пісні Morbid Angel (випущений на Illud Divinum Insanus — The Remixes) і Meshuggah.

### Жаннет: Дитинство Жанни д'Арк
Ігорр написав половину саундтреку до музичного фільму «Жаннет: Дитинство Жанни д'Арк» режисера Бруно Дюмона. Фільм був показаний на Каннському кінофестивалі 2017 року. Саундтрек був номінований на нагороду за найкращу музику до фільму на 23-й церемонії вручення премії «Люм'єр». За словами Серра, його початкові композиції мали «середньовічну атмосферу», перш ніж режисер сказав йому «просто зробити музику як в Igorrr». Партитура описується як «електро-поп з дозою важкого металу» та техно-попу.

## Учасники гурту
Поточні учасники
- Готьє Серр — гітара, програмування, інструменти та вокал (2005–дотепер)
- Ерленд Касперсен — бас-гітара (2017–дотепер)
- ДжейБі Ле Бейл — вокал (2021–дотепер)
- Мартін Клемент — гітара (2019–дотепер)
- Марта Алексадра — мецо-сопрано (2022–дотепер)
- Ремі Серафіно — ударні (2024–дотепер)

Колишні учасники
- Лоран Лунуар — вокал (2008-2021)
- Лора Ле Пруненек — вокал (2010-2021)
- Афродіта Патуліду — вокал-сопрано (2021–2022)
- Курка Патрік — звуки курки, фортепіано (2006-2016)[69]
- Сільвен Був'є — ударні (2008–2024)

## Дискографія
Студійні альбоми
- Nostril (2010)
- Hallelujah (2012)
- Savage Sinusoid (2017)

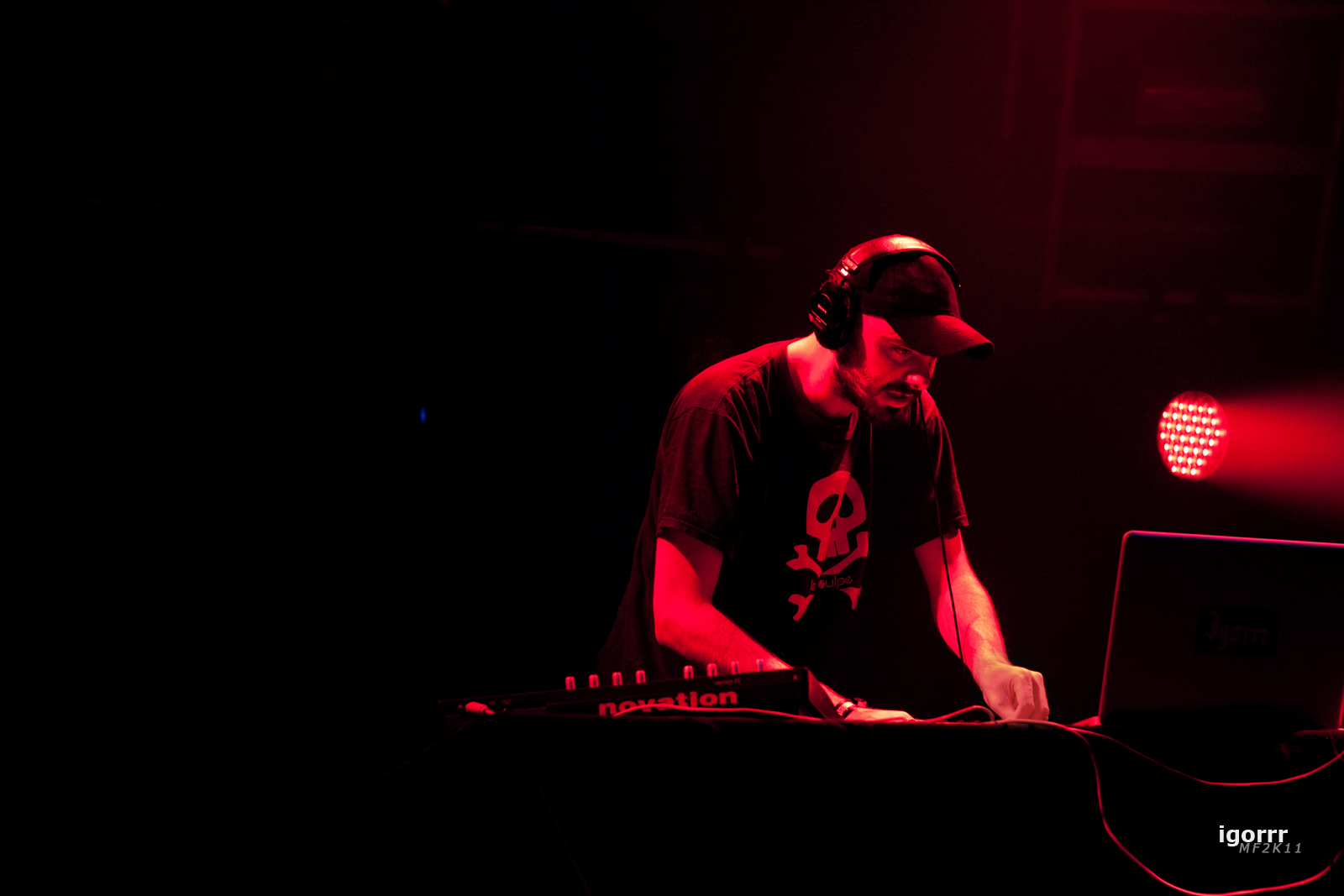
Serre in 2011

- Spirituality and Distortion (2020)

Демо-альбоми
- Poisson Soluble (2006)
- Moisissure (2008)

Мініальбоми
- Baroquecore (2010)
- Maigre з гуртом Ruby My Dear (2014)

з гуртом Whourkr
- Demo (2005)
- Naät (2007)
- Concrete (2008, перевидання 2010)
- 4247 Snare Drums (2012)
- Naät + Concrete (2013, вінілове перевидання)

з гуртом Corpo-Mente
- Corpo-Mente (2014)